# ريتشارد دومبي
ريتشارد دومبي (بالألمانية: Richard Kohn)‏ وعُرف أيضاً باسم ريتشارد كون لاعب كرة قدم ومدرب نمساوي مواليد عام 1888 لعب لنادي وينر ودرب عدة اندية اهمها نادي برشلونة خلال فترتين الأولى ما بين 1926-1927 والثانية خلال عامي 1933- 1934 ودرب كذلك نادي بايرن ميونخ الألماني ونادي بازل السويسري لم يحقق أنجازات تذكر خلال تدريبة نادي برشلونة.

## روابط خارجية
- ريتشارد دومبي على موقع قاعدة بيانات كرة القدم.إي يو (الإنجليزية)
- ريتشارد دومبي على موقع ناشيونال فوتبول تيمز (الإنجليزية)
- ريتشارد دومبي على موقع عالم كرة القدم.نت (الإنجليزية)
- ريتشارد دومبي على موقع أوليمبيديا (الإنجليزية)